# Storbritannien i olympiska sommarspelen 1984
Storbritannien deltog i de olympiska sommarspelen 1984 med en trupp bestående av 337 deltagare, och totalt tog landet 37 medaljer.

## Boxning
Lätt flugvikt
- John Lyon
  1. Första omgången — Defeated Alego Akomi (SUD), 5:0
  2. Andra omgången — Defeated Yehuda Ben Haim (ISR), 5:0
  3. Kvartsfinal — Lost to Paul Gonzales (USA), 1:4

Bantamvikt
- John Hyland
  1. Första omgången — Bye
  2. Andra omgången — Lost to Moon Sung-Kil (South Korea), gav upp i tredje omgången

Tungvikt
- Douglas Young
  1. Första omgången – Bye
  2. Andra omgången – Lost to Georgios Stefanopoulos (GRE), KO-2

Supertungvikt
- Robert Wells → Brons
  1. Första omgången – Bye
  2. Kvartsfinal – Defeated William Pulu (TNG), KO-1
  3. Semifinal – Lost to Francesco Damiani (ITA), RSC-3

## Bågskytte
Damernas individuella
- Eileen Robinson - 2408 poäng (→ 29:e plats)
- Angela Goodall - 2401 poäng (→ 30:e plats)
- Susan Wilcox - 2398 poäng (→ 31:a plats)

Herrarnas individuella
- Steven Hallard - 2473 poäng (→ 21:a plats)
- Peter Gillam - 2435 poäng (→ 30:e plats)
- Richard Priestman - 2339 poäng (→ 48:e plats)

## Cykling
Men's Individual Road Race
- Mark Bell — fullföljde inte (→ ingen placering)
- Neil Martin — fullföljde inte (→ ingen placering)
- Peter Sanders — fullföljde inte (→ ingen placering)
- Darryl Webster — fullföljde inte (→ ingen placering)

Women's Individual Road Race
- Catherine Swinnerton — 2:13:28 (→ 13:e plats)
- Linda Gornall — 2:13:28 (→ 17:e plats)
- Maria Blower — 2:22:03 (→ 29:e plats)
- Muriel Sharp — 2:22:03 (→ 30:e plats)

## Friidrott
Herrarnas 100 meter
- Mike McFarlane
  - Final — 10,27 (→ 5:e plats)

- Donovan Reid
  - Final — 10,32 (→ 7:e plats)

Herrarnas 200 meter
- Ade Mafe
  - Heat — 21,02
  - Kvartsfinal — 20,55
  - Semifinal — 20,54
  - Final — 20,98 (→ 8:e plats)

Herrarnas 400 meter
- Kriss Akabusi
  - Heat — 45,64
  - Kvartsfinal — 45,43
  - Semifinal — 45,69 (→ gick inte vidare)

- Philip Brown
  - Heat — 46,26
  - Kvartsfinal — 46,63 (→ gick inte vidare)

- Todd Bennett
  - Heat — 46,09
  - Kvartsfinal — 45,51 (→ gick inte vidare)

Herrarnas 5 000 meter
- Tim Hutchings
  - Heat — 13:46,01
  - Semifinal — 13:28,60
  - Final — 13:11,50 (→ 4:e plats)

- Eamonn Martin
  - Heat — 13:46,16
  - Semifinal — 13:41,70
  - Final — 13:53,34 (→ 13:e plats)

- David Moorcroft
  - Heat — 13:51,40
  - Semifinal — 13:28,44
  - Final — 14:16,61 (→ 14:e plats)

Herrarnas 10 000 meter
- Mike McLeod
  - Heat — 28:24,92
  - Final — 28:06,22 (→  Silver)

- Steve Jones
  - Heat — 28:15,22
  - Final — 28:28,08 (→ 8:e plats)

- Nick Rose
  - Heat — 28:31,13
  - Final — 28:31,73 (→ 12:e plats)

Herrarnas maraton
- Charlie Spedding
  - Final — 2:09:58 (→  Brons)

- Hugh Jones
  - Final — 2:13:57 (→ 12:e plats)

- Geoff Smith
  - Final — fullföljde inte (→ ingen placering)

Herrarnas höjdhopp
- Geoff Parsons
  - Kval — 2,21 m (→ gick inte vidare)

- Mark Naylor
  - Kval — no mark (→ gick inte vidare)

Herrarnas tresteg
- Keith Connor
  - Final — 16,87 m (→  Brons)

- Eric McCalla
  - Final — 16,66 m (→ 8:e plats)

Herrarnas spjutkastning
- David Ottley
  - Kval — 85,68 m
  - Final — 85,74 m (→  Silver)

- Roald Bradstock
  - Kval — 83,06 m
  - Final — 81,22 m (→ 7:e plats)

Herrarnas släggkastning
- Robert Weir
  - Kval — 73,04 m
  - Final — 72,62 m (→ 8:e plats)

- Martin Girvan
  - Kval — 72,66 m
  - Final — 72,32 m (→ 9:e plats)

- Matthew Mileham
  - Kval — 71,80 m
  - Final — ingen notering (→ ingen placering)

Herrarnas stavhopp
- Jeff Gutteridge
  - Kval — 5,30 m
  - Final — 5,10 m (→ 11:e plats)

- Keith Stock
  - Kval — 5,20 m (→ gick inte vidare)

Herrarnas tiokamp
- Daley Thompson
  - Slutligt resultat — 8797 poäng (→  Guld)

- Brad McStravick
  - Slutligt resultat — 7890 poäng (→ 11:e plats)

- Colin Boreham
  - Slutligt resultat — 7485 poäng (→ 20:e plats)

Herrarnas 20 kilometer gång
- Philip Vesty
  - Final — 1:27:28 (→ 13:e plats)

- Ian McCombie
  - Final — 1:28:53 (→ 19:e plats)

- Steve Barry
  - Final — 1:30:46 (→ 24:e plats)

Herrarnas 50 kilometer gång
- Chris Maddocks
  - Final — 4:26:33 (→ 16:e plats)

Damernas 1 500 meter
- Christine Benning
  - Heat — 4:10,48
  - Final — 4:04,70 (→ 5:e plats)

- Christina Boxer
  - Heat — 4:07,40
  - Final — 4:05,53 (→ 6:e plats)

- Lynne MacDougall
  - Heat — 4:09,08
  - Final — 4:10,58 (→ 11:e plats)

Damernas 3 000 meter
- Wendy Sly
  - Heat — 8:58,66
  - Final — 8:39,47 (→  Silver)

- Zola Budd
  - Heat — 8:44,62
  - Final — 8:48,80 (→ 7:e plats)

- Jane Furniss
  - Heat — 8:44,62 (→ gick inte vidare)

Damernas maraton
- Priscilla Welch
  - Final — 2:28:54 (→ 6:e plats)

- Joyce Smith
  - Final — 2:32:48 (→ 11:e plats)

- Sarah Rowell
  - Final — 2:34:08 (→ 14:e plats)

Damernas 400 meter häck
- Susan Morley
  - Heat — 58,71
  - Semifinal — 56,67 (→ gick inte vidare)

- Gladys Taylor
  - Heat — 57,64
  - Semifinal — 56,72 (→ gick inte vidare)

Damernas höjdhopp
- Diana Elliott
  - Kval — 1,90 m
  - Final — 1,88 m (→ 9:e plats)

- Judy Simpson
  - Kval — 1,84 m (→ gick inte vidare, 19:e plats)

Damernas längdhopp
- Sue Hearnshaw
  - Kval — 6,64 m
  - Final — 6,80 m (→  Brons)

Damernas diskuskastning
- Meg Ritchie
  - Kval — 56,00 m
  - Final — 62,58 m (→ 5:e plats)

- Venissa Head
  - Kval — 55,24 m
  - Final — 58,18 m (→ 7:e plats)

Damernas kulstötning
- Judy Oakes
  - Final — 18,14 m (→ 4:e plats)

- Venissa Head
  - Final — 17,90 m (→ 6:e plats)

Damernas spjutkastning
- Tessa Sanderson
  - Kval — 61,58 m
  - Final — 69,56 m (→  Guld)

- Fatima Whitbread
  - Kval — 65,30 m
  - Final — 67,14 m (→  Brons)

- Sharon Gibson
  - Kval — 60,88 m
  - Final — 59,66 m (→ 9:e plats)

Damernas sjukamp
- Judy Simpson
  - Slutligt resultat — 6280 poäng (→ 5:e plats)

- Kim Hagger
  - Slutligt resultat — 6127 poäng (→ 8:e plats)

## Fäktning
Herrarnas florett
- Bill Gosbee
- Pierre Harper
- Nick Bell

Herrarnas florett, lag
- Bill Gosbee, Pierre Harper, Nick Bell, Rob Bruniges, Graham Paul

Herrarnas värja
- Steven Paul
- John Llewellyn
- Jonathan Stanbury

Herrarnas värja, lag
- Ralph Johnson, John Llewellyn, Neal Mallett, Steven Paul, Jonathan Stanbury

Herrarnas sabel
- Mark Slade
- Richard Cohen
- John Zarno

Herrarnas sabel, lag
- Richard Cohen, Paul Klenerman, Jim Philbin, Mark Slade, John Zarno

Damernas florett
- Linda Ann Martin
- Liz Thurley
- Fiona McIntosh

Damernas florett, lag
- Ann Brannon, Linda Ann Martin, Fiona McIntosh, Liz Thurley, Katie Arup

## Landhockey
Herrar
Gruppspel
| Lag            | Poäng | Spelade | W | D | L | GF | GA | GD  |
| -------------- | ----- | ------- | - | - | - | -- | -- | --- |
| Storbritannien | 9     | 5       | 4 | 1 | 0 | 10 | 5  | +5  |
| Pakistan       | 7     | 5       | 2 | 3 | 0 | 16 | 7  | +9  |
| Nederländerna  | 7     | 5       | 3 | 1 | 1 | 16 | 9  | +6  |
| Nya Zeeland    | 4     | 5       | 1 | 2 | 2 | 10 | 10 | 0   |
| Kenya          | 2     | 5       | 1 | 0 | 4 | 5  | 14 | −9  |
| Kanada         | 1     | 5       | 0 | 1 | 4 | 7  | 19 | −12 |

     Kvalificerade till semifinal
Slutspel
|  | Semifinal      | Semifinal      |   |                 | Final           | Final |  |
|  |                |                |   |                 |                 |       |  |
|  | 9 augusti 1984 |                |   |                 |                 |       |  |
|  | Pakistan       | 3              |   |                 |                 |       |  |
|  | Australien     | 0              |   |                 |                 |       |  |
|  |                |                |   |                 |                 |       |  |
|  |                |                |   |                 | 11 augusti 1984 |       |  |
|  |                |                |   |                 | Pakistan        | 3     |  |
|  |                | Västtyskland   | 1 |                 |                 |       |  |
|  |                |                |   |                 |                 |       |  |
|  |                |                |   |                 |                 |       |  |
|  |                |                |   |                 | Bronsmatch      |       |  |
|  | 9 augusti 1984 | 9 augusti 1984 |   | 11 augusti 1984 | 11 augusti 1984 |       |  |
|  | Västtyskland   | 1              |   | Storbritannien  | 3               |       |  |
|  | Storbritannien | 0              |   |                 | Australien      | 2     |  |

## Modern femkamp
Herrarnas individuella tävling
- Richard Phelps
- Michael Mumford
- Stephen Sowerby

Herrarnas lagtävling
- Richard Phelps
- Michael Mumford
- Stephen Sowerby

## Rodd
Herrarnas tvåa utan styrman
- John Beattie, Richard Stanhope
  - (→ 12:e plats)

Herrarnas tvåa med styrman
- A N Genziani,W J Lang, A F Inns
  - (→ 8:e plats)

Herrarnas fyra utan styrman
- J L Bland,M J Clift, M Knight, John Garrett
  - (→ 9:e plats)

Herrarnas fyra med styrman
- Richard Budgett, Martin Cross, Andy Holmes,  Steven Redgrave, Adrian Ellison,
  - (→ Guld)

Herrarnas åtta med styrman
- C G Roberts, D A Clift, Sal Hassan, Chris Mahoney, Duncan McDougall, Malcolm McGowan, John Pritchard, Allan Whitwell, Colin Moynihan
  - (→ 5:e plats)

Damernas singelsculler
- B Mitchell
  - (→ 6:e plats)

Damernas dubbelsculler
- N Ray, S Bloomfield
  - (→ 8:e plats)

Damernas fyra utan styrman
- K Painter, R Howe
  - (→ 6:e plats)

Damernas fyra med styrman
- T Millar, J Genchi, J Toch, K Ball, K Talbot
  - (→ 7:e plats)

Damernas åtta med styrman
- A Forbes, K McNicol, K Holroyd, B Holmes, S Hunter-Jones. A Ayling, A Callaway, G Hodges, S Bailey
  - (→ 5:e plats)

## Simhopp
Herrarnas 3 m
- Christopher Snode
  - Kval  — 592,68
  - Final — 609,51 (→ 5:e plats)

- Nigel Stanton
  - Kval  — 521,61 (→ gick inte vidare, 15:e plats)